# Gerard Damiano
Gerard Damiano (Nueva York, 4 de agosto de 1928-Fort Myers, Florida, 25 de octubre de 2008) fue un realizador estadounidense de películas pornográficas, especialmente conocido por haber rodado Garganta profunda (Deep Throat). Se jubiló en 1994, tras haber rodado 47 películas.

### Vida personal
Se casó tres veces; con su segunda esposa, Barbara Walton, tuvo dos hijos, Christar y Gerard, Jr.
Fue entrevistado para el documental de 2005 Dentro del Garganta Profunda en inglés (Inside Deep Throat).

### Fallecimiento
Damiano murió el 25 de octubre de 2008 en un hospital de Fort Myers, Florida, a la edad de 80 años, como consecuencia de complicaciones resultantes de un infarto he had suffered in September.

## Filmografía (parcial)
1. We All Go Down (1969)
2. Deep Throat (1972)
3. The Devil in Miss Jones (1973)
4. Memories Within Miss Aggie (1974)
5. Legacy of Satan (1974)
6. The Story of Joanna (1975)
7. Let My Puppets Come (1976)
8. Joint Venture (1977)
9. Odyssey (1977)
10. Fantasy (1979)
11. People (1979)
12. For Richer, for Poorer (1979)
13. The Satisfiers of Alpha Blue (1981)
14. Consenting Adults (1982)
15. Throat 12 Years After (1984)
16. Cravings (1985)
17. Splendor in the Ass (1989; Alternative title: Sex Express)
18. Young Girls in Tight Jeans (1989)
19. Just for the Hell of It (1991)
20. Manbait (1991)
21. Naked Goddess (1992)